# Yang Dong-hyun
Yang Dong-hyun (en coreano: 양동현; nacido el 28 de marzo de 1986 en Gwangyang, Jeolla del Sur) es un futbolista surcoreano. Juega de delantero y su equipo actual es el Seongnam FC de la K League 1.
En el Campeonato Sub-17 de la AFC de 2002, marcó tres goles. Anotó en las semifinales contra Uzbekistán, así como también en la final ante Yemen.
En la Copa Mundial de Fútbol Sub-17 de 2003 convirtió dos goles en la fase de grupos: el primero ante España, y el otro contra Sierra Leona.
El 3 de junio de 2009 hizo su debut en la selección absoluta frente a Omán.
Después de completar su servicio militar con Korean Police de la K League 2, Yang regresó a su club de origen Busan I'Park en octubre de 2013.

## Trayectoria

### Clubes
| Club                             | País          | Año             |
| -------------------------------- | ------------- | --------------- |
| Ulsan Hyundai                    | Corea del Sur | 2005 - 2008     |
| Busan I'Park                     | Corea del Sur | 2009 - 2014     |
| Korean Police (servicio militar) | Corea del Sur | 2012 - 2013     |
| Ulsan Hyundai                    | Corea del Sur | 2014 - 2015     |
| Pohang Steelers                  | Corea del Sur | 2016 - 2017     |
| Cerezo Osaka                     | Japón         | 2018 - 2019     |
| Avispa Fukuoka                   | Japón         | 2019            |
| Seongnam FC                      | Corea del Sur | 2020 - Presente |

### Selección nacional
| Selección | País          | Año             |
| --------- | ------------- | --------------- |
| Sub-17    | Corea del Sur | 2002 - 2003     |
| Sub-20    | Corea del Sur | 2003            |
| Sub-23    | Corea del Sur | 2007 - 2008     |
| Absoluta  | Corea del Sur | 2009 - Presente |

## Estadísticas

### Clubes
Actualizado al 26 de julio de 2018
| Rendimiento de club | Rendimiento de club | Rendimiento de club | Liga     | Liga  | Copa               | Copa               | Copa de la Liga | Copa de la Liga | Continental | Continental | Total    | Total |
| Año                 | Club                | Liga                | Partidos | Goles | Partidos           | Goles              | Partidos        | Goles           | Partidos    | Goles       | Partidos | Goles |
| Corea del Sur       | Corea del Sur       | Corea del Sur       | Liga     | Liga  | KFA Cup            | KFA Cup            | Copa de la Liga | Copa de la Liga | Asia        | Asia        | Total    | Total |
| ------------------- | ------------------- | ------------------- | -------- | ----- | ------------------ | ------------------ | --------------- | --------------- | ----------- | ----------- | -------- | ----- |
| 2005                | Ulsan Hyundai       | K League 1          | -        | -     | 2                  | 0                  | -               | -               | -           | -           | 2        | 0     |
| 2006                | Ulsan Hyundai       | K League 1          | 10       | 1     | 1                  | 0                  | 3               | 0               | -           | -           | 14       | 1     |
| 2007                | Ulsan Hyundai       | K League 1          | 7        | 2     | 1                  | 0                  | 9               | 4               | -           | -           | 17       | 6     |
| 2008                | Ulsan Hyundai       | K League 1          | 11       | 0     | -                  | -                  | 3               | 0               | -           | -           | 14       | 0     |
| 2009                | Busan I'Park        | K League 1          | 25       | 5     | 2                  | 1                  | 8               | 3               | -           | -           | 35       | 9     |
| 2010                | Busan I'Park        | K League 1          | 22       | 0     | 3                  | 1                  | 5               | 1               | -           | -           | 30       | 2     |
| 2011                | Busan I'Park        | K League 1          | 25       | 9     | 3                  | 0                  | 6               | 2               | -           | -           | 34       | 11    |
| 2013                | Korean Police FC    | K League 2          | 21       | 11    | 3                  | 2                  | -               | -               | -           | -           | 24       | 13    |
| 2013                | Busan I'Park        | K League 1          | 9        | 3     | 1                  | 1                  | -               | -               | -           | -           | 10       | 4     |
| 2014                | Ulsan Hyundai       | K League 1          | 30       | 9     | 1                  | 0                  | -               | -               | -           | -           | 31       | 9     |
| 2015                | Ulsan Hyundai       | K League 1          | 30       | 8     | 3                  | 1                  | -               | -               | -           | -           | 33       | 9     |
| 2016                | Pohang Steelers     | K League 1          | 32       | 13    | 1                  | 0                  | -               | -               | 4           | 0           | 37       | 13    |
| 2017                | Pohang Steelers     | K League 1          | 36       | 19    | 1                  | 0                  | -               | -               | -           | -           | 37       | 19    |
| Japón               | Japón               | Japón               | Liga     | Liga  | Copa del Emperador | Copa del Emperador | Copa J. League  | Copa J. League  | Asia        | Asia        | Total    | Total |
| 2018                | Cerezo Osaka        | J1 League           | 15       | 1     | 2                  | 0                  |                 |                 | 5           | 1           | 22       | 2     |
| Total               | Corea del Sur       | Corea del Sur       | 258      | 80    | 22                 | 6                  | 34              | 10              | 4           | 0           | 318      | 96    |
| Total               | Japón               | Japón               | 15       | 1     | 2                  | 0                  | 0               | 0               | 5           | 1           | 22       | 2     |
| Total de carrera    | Total de carrera    | Total de carrera    | 273      | 81    | 24                 | 6                  | 34              | 10              | 9           | 1           | 340      | 98    |

## Palmarés

### Títulos nacionales
| Título                   | Club          | País          | Año  |
| ------------------------ | ------------- | ------------- | ---- |
| K League 1               | Ulsan Hyundai | Corea del Sur | 2005 |
| Supercopa de Corea       | Ulsan Hyundai | Corea del Sur | 2006 |
| Copa de la Liga de Corea | Ulsan Hyundai | Corea del Sur | 2007 |
| Supercopa de Japón       | Cerezo Osaka  | Japón         | 2018 |

### Títulos internacionales
| Título               | Club (*)      | Sede  | Año  |
| -------------------- | ------------- | ----- | ---- |
| Copa de Campeones A3 | Ulsan Hyundai | Tokio | 2006 |

(*) Incluyendo la selección